# Cappella dell’Incoronata
Die Cappella dell’Incoronata (Kapelle der Gekrönten) ist ein Kirchengebäude in Palermo auf Sizilien. Die Kapelle steht hinter der Kathedrale von Palermo und ist auf deren Narthex ausgerichtet.

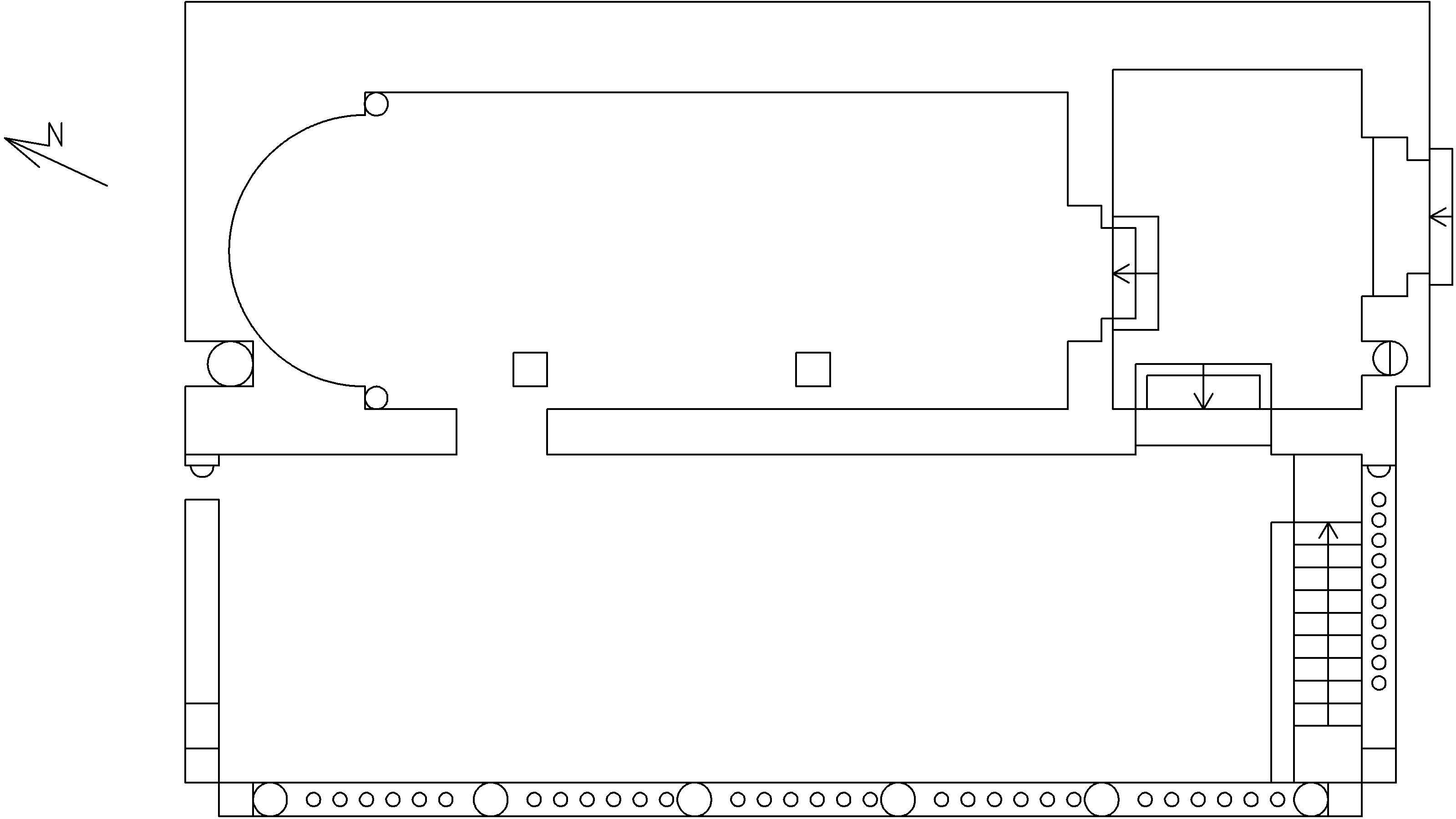
Grundriss

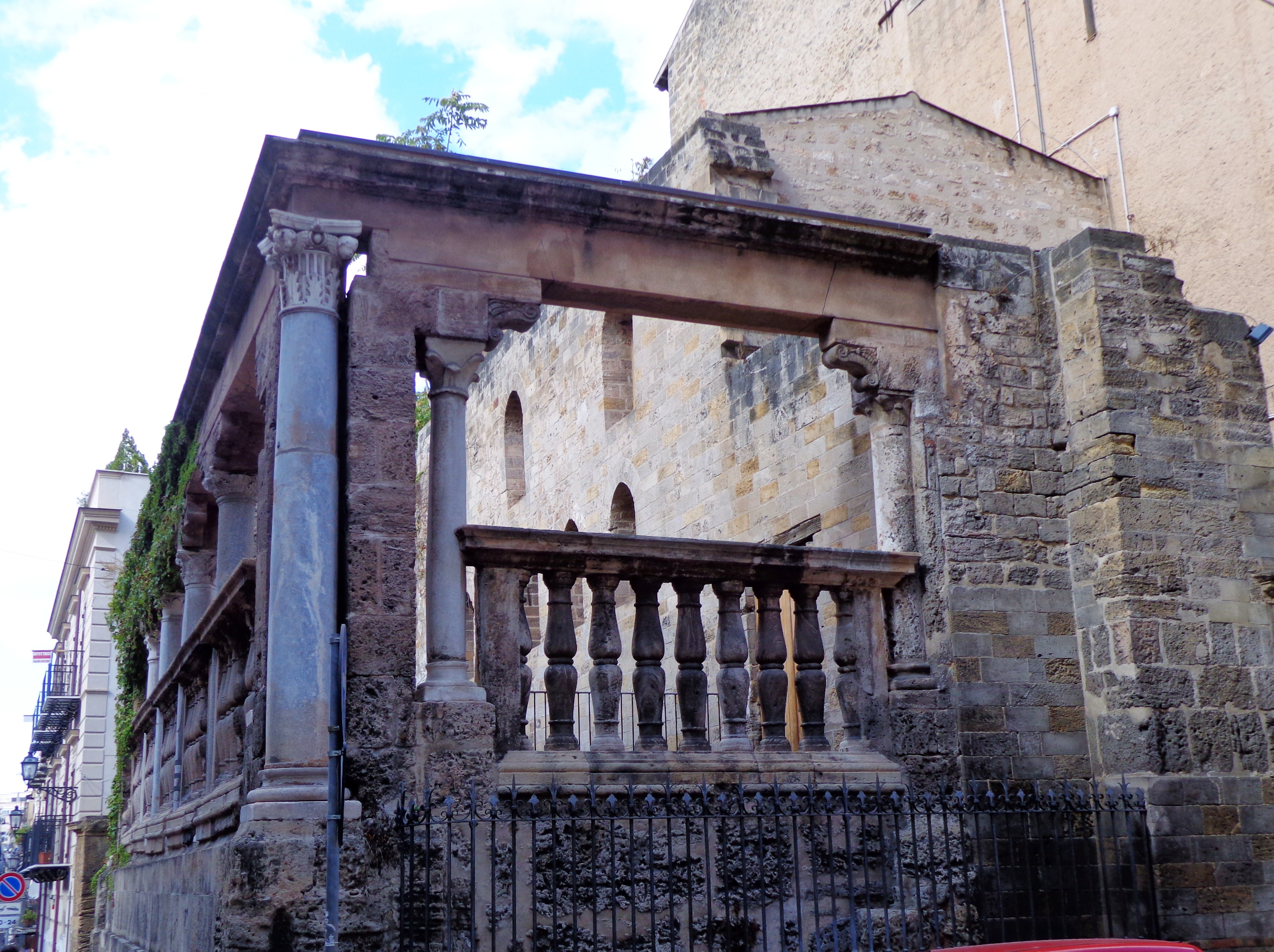
Loggia

## Beschreibung

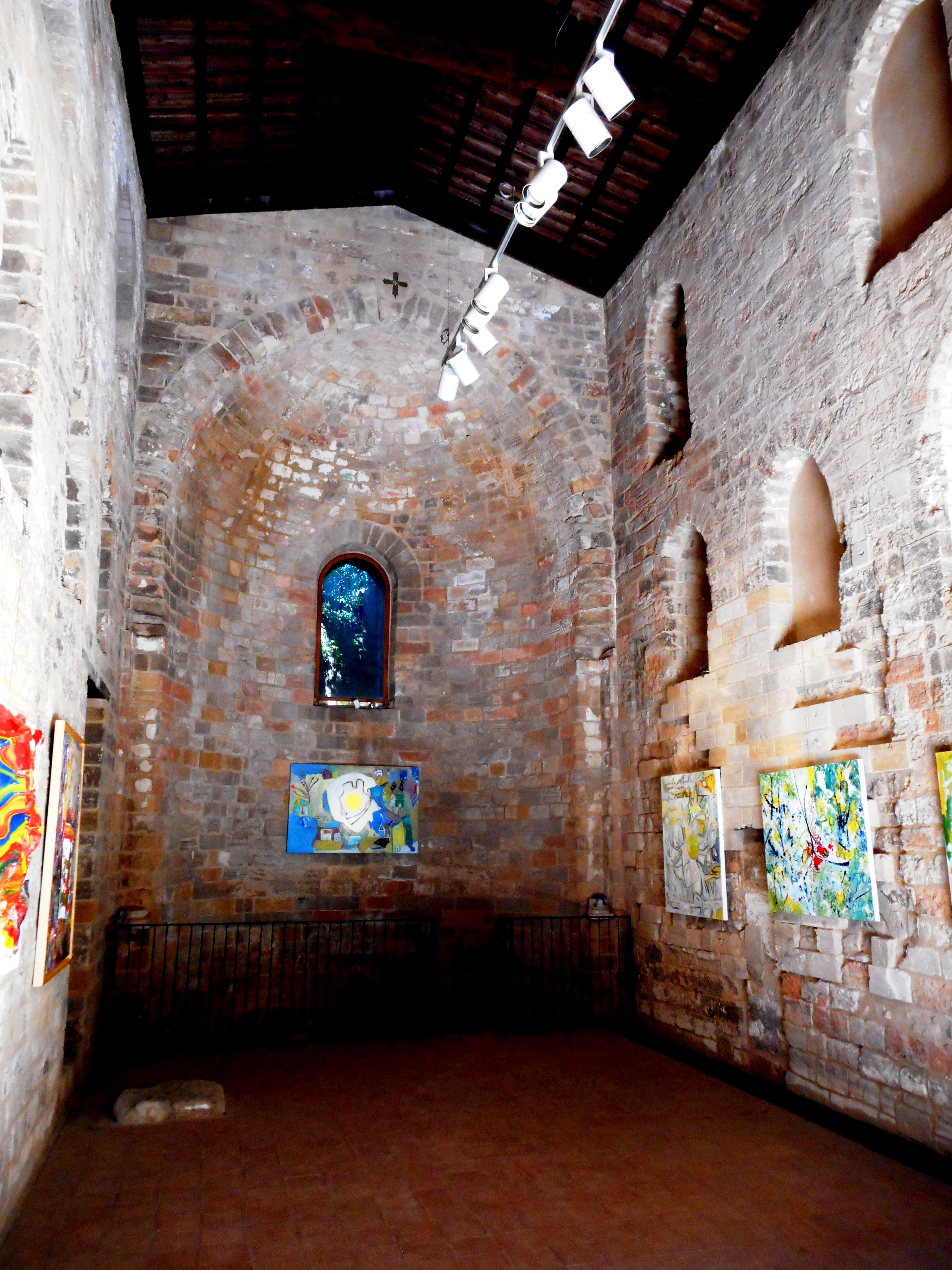
Das Innere der Kapelle

Die Kapelle ist ein einschiffiger Raum mit einer Vorhalle auf der einen Schmalseite und einer Apsis auf der anderen. Sie ist ungefähr in Nord-Süd-Richtung ausgerichtet. An ihrer westlichen Längsseite ist ein Bogengang angebaut, die Loggia dell’Incoronazione, der ungefähr so breit ist wie die Kapelle.
Die Kapelle mit Loggia und Säulengang befindet sich in einem Gebäudeblock der als Badia Nuova bezeichnet wird. Nördlich grenzt die Kirche an Santa Maria la Vetere. Am nördlichen Ende der Straße befindet sich die Kirche Santa Maria del Monte Oliveto die Badia Nuova genannt wird und so dem Block den Namen gibt.
Die Kapelle Santa Maria Incoronata war das für die Krönung von Herrschern vorgesehene Gotteshaus. Später übernahm sie die Funktion des Archivs der Kathedrale und der Schriften von Maramma (ein aus dem altnordischen Französisch abgeleitetes Wort).

## Geschichte
Die Cappella dell’Incoronata stammt aus der Normannenzeit und wurde nach 1130 unter König Roger II. erbaut. In den Wänden der Kapelle sind Gebäudeteile aus dem 9. Jahrhundert vermauert, vermutlich von der Großen Moschee, die hier in der Zeit der arabischen Vorherrschaft stand. In der Loggia dell’Incoronazione zeigte sich der in der Kathedrale neu gekrönte König dem Volk und nahm dessen Huldigung entgegen.
1591 wurde der Bogengang zugemauert und diente als Oratorium.
1860 wurde die Kapelle durch Artilleriebeschuss schwer beschädigt. Seitdem wurden verschiedene Restaurierungsarbeiten durchgeführt.
Die heute profanierte Kirche steht seit 2014 unter der Verwaltung der regionalen Kulturbehörde und wird vom Palazzo Riso als Ausstellungsort für zeitgenössische Kunst genutzt.